# Ernest Reyer
Ernest Reyer (nacido Louis Étienne Ernest Rey; Marsella, 1 de diciembre de 1823-Le Lavandou, 15 de enero de 1909) fue un compositor de ópera y crítico musical francés.

## Biografía
Su padre, un notario, no quería que su hijo asumiera una carrera en música. Sin embargo, no bloqueó activamente las ambiciones de su hijo y le permitió acudir a clases en el Conservsatorio desde los 6 hasta los 16 años de edad. En 1839, cuando tenía 16 años, Ernest viajó al norte de África para trabajar bajo a las órdenes de su cuñado, jefe de contabilidad del Departamento del Tesoro en Argelia.  El trabajo no iba bien con el temperamento indisciplinado y despreocupado de Reyer. A partir de documentos administrativos, está claro que Reyer escribió numerosos artículos e historias en su juventud, y piezas de baile originales. Algunas de sus primeras composiciones lograron notoriedad local y recibieron comentarios favorables en la prensa argelina, incluyendo una Misa interpretada en la catedral que fue interpretada para la llegada del duque de Aumale en 1847.
Reyer regresó a París durante los acontecimientos de 1848. Durante este período, fue presentado a varios artistas eminentes, incluyendo a Gustave Flaubert y Théophile Gautier. El sur de Francia y la Provenza mantuvieron su atractivo, y Reyer regresó allí para socializar con personas locales con las que él amaba jugar al dominó mientras fumaba en pipa. Decía que una pipa era su mejor fuente de inspiración. 
Su tía, Louise Farrenc, profesora de piano en el Conservatorio y una compositora de talento por derecho propio, dirigió los primeros estudios musicales de Reyer. En 1850, compuso una oda sinfónica con coros sobre palabras de Gautier; fue dirigida por Sélam en el Théatre Italien. Cuatro años más tarde, en 1854, compuso música para una ópera en un acto, Maître Wolfram ("Maestre Wolfram"), cuyo libreto era de Joseph Méry. Oyendo una interpretación de esta obra en la Opéra Comique, Berlioz reconoció el talento de Reyer. Dijo que la producción de Reyer no tenía "nada en común con el algo afectado, algo dilapidado enfoque a la musa de París [...]. Sus melodías son naturales [...]. Hay corazón e imaginación en ellas." 
Gradualmente, Reyer entró en el camino de la fama. En 1857, el crítico Charles Monselet escribió: "¿Es este un músico que escribe, o un escritor que hace música? No lo sé, pero confío en que este muchacho inspirado se abrirá paso en el canto y la escritura." Ciertamente no era alabado de una forma general, todavía, y algunos críticos señalaron que su orquestación no había logrado un nivel de genio musical. 
Al año siguiente compuso un ballet, Sacountalâ, con una historia, de nuevo, de Gautier. El ballet tuvo 24 representaciones a lo largo de 1860. (Sacountalâ es también el título de una famosa obertura por Karl Goldmark y de una ópera de Franco Alfano.)
En 1861, Reyer compuso una opéra-comique en tres actos y seis escenas, La statue ("La estatua"), cuya trama se inspiró en "Las mil y una noches" (también conocida como: "Las noches de Arabia") con un libreto de Michel Carré y Jules Barbier. Se estrenó en Théâtre Lyrique en París el 11 de abril de 1861. En menos de dos años, La statue logró 60 interpretaciones, un número impresionante para la época. 
La obra de Reyer fue finalmente reconocido de forma universal en 1862, y el compositor de Marsella se convirtió en caballero de la Legión de Honor. El mismo año, compuso Érostrate, una ópera en dos actos, que se estrenó en agosto de 1862 en Baden-Baden, bajo los auspicios de grandes familias de Europa, lo que le sirvió para lograr la distinción del Águila Roja de manos de la Reina de Prusia. 
Poco a poco, sin embargo, su reputación empezó a declinar. La misma Érostate fracasó completamente en París y fue representada ´durante sólo tres representaciones, que privó a la obra de una posible producción en la Ópera. 
La más conocida de sus cinco óperas es Sigurd (1884); fue bastante popular en Francia durante su producción inicial allí (se estrenó en Bruselas en el Teatro de La Monnaie en enero de 1884), y es a veces (aunque raramente) repuesta. Sigurd se basa en leyendas escandinavas de la Edda Volsunga saga (Nibelungenlied), la misma fuente de la que bebió Richard Wagner para el libreto de su Anillo de los nibelungos. La música de Sigurd, sin embargo, es bastante diferente a la música de Wagner.  Aunque Reyer admiraba a Wagner, desarrolló su música más bien siguiendo las líneas de su mentor, Hector Berlioz. Escuchando a Sigurd, uno no puede evitar oír ecos de Les Troyens o Benvenuto Cellini, imbuido con la misma postura musical heroica.  
La última ópera de Reyer fue Salammbô (1890), basada en la novela de Gustave Flaubert, que logró 46 representaciones desde mayo hasta diciembre de 1892. La obra fue compuesta años antes pero se encontró con la resistencia inicial de administradores, como había ocurrido con Sigurd. Se estrenó en el Teatro Real de la Moneda en Bruselas en 1890, y en el Teatro de las Artes de Ruan.
Incapaz de vivir de la ópera, Reyer sucedió a Berlioz como crítico musical en el Journal des débats. También trabajó como bibliotecario en la Académie de musique. Otras composiciones de Reyer incuyeron una oda sinfónica titulada Le sélam para soprano, tenor, barítono, coro y orquesta. 
Reyer murió en Le Lavandou, en el sur de Francia, unos 80 km al este de Marsella.

## Composiciones
- Chœur des buveurs et chœurs des assiégés, ca. 1848.
- Le sélam, 1850.
- Maître Wolfram, ópera cómica en un acto, 1854.
- Sacountalâ, ballet de 1858.
- Chant des paysans (de Les Volontaires de 1814 por V. Séjour), 1861.
- La statue, 1861.
- Erostrate, 1862.
- L'hymne du Rhin, letra de Méry, 1865.
- La Madeleine au désert, poemas de Ed. Blau, 1874.
- Marche tzigane.
- Recueil de mélodies et de fragments d'opéras.
- Sigurd, 1884.
- Salammbô, 1890.
- Tristesse, poemas de Ed. Blau, 1884.
- L'homme, poemas de G. Boyer, 1892.
- Trois sonnets, poemas de C. du Locle.

## Escritos en francés
- Notes de musiques, Charpentier, 1875.
- Notice sur Félicien David, Académie des Beaux-Arts, 17 de noviembre de 1877.
- Berlioz, Revue des Revues, 1 de enero de 1894.
- Quarante ans de musique (1857-1899), publicación póstuma con prefacio y notas de Henriot, Calmann-Lévy, 1910, en-8°.